# Kingfisher Airlines
A Kingfisher Airlines foi uma empresa aérea com sede em Bangalore, Índia. A empresa pertencia à United Beverages Group e era gerida sob a liderança de Vijay Mallya. Antigamente era a principal patrocinadora da equipe Force India de F1. Mas ainda faz parte dos anunciantes da equipe

## Frota

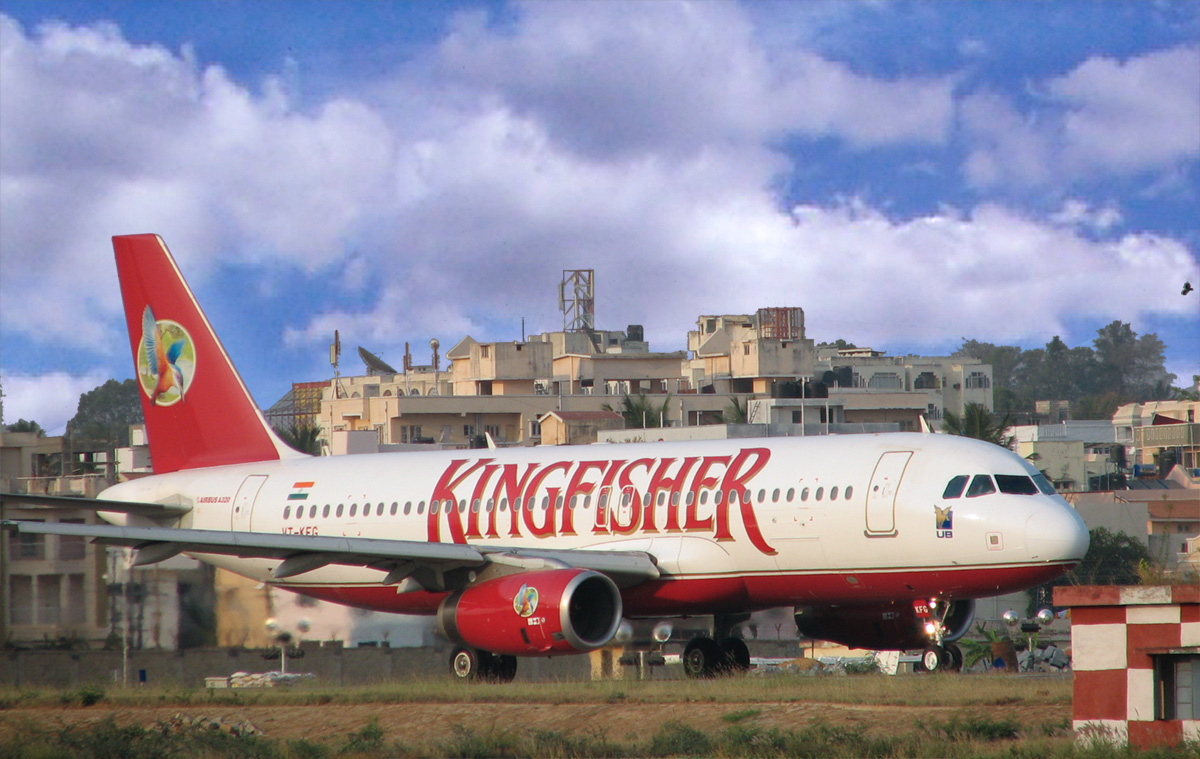
Airbus A320 da Kingsfisher Airlines.

| Aeronave        | Em serviço | Pedidos | Opções | Passageiros (Primeira Classe/Econômica)/ | Notas                      |
| --------------- | ---------- | ------- | ------ | ---------------------------------------- | -------------------------- |
| ATR-42-500      | 2          | –       | –      | 48 (0/48)                                |                            |
| ATR-72-500      | 17 8       | 38      | 20     | 66 (0/66) 72 (0/72)                      |                            |
| Airbus A319-100 | 3          | –       | –      | 144 (0/144)                              |                            |
| Airbus A320-200 | 10 3 10    | 67      | –      | 134 (20/114) 174 (0/174) 180 (0/180)     |                            |
| Airbus A321-200 | 6 2        | –       | –      | 151 (32/119) 199 (0/199)                 |                            |
| Airbus A330-200 | 5          | 15      | –      | 217 (30/187)                             | Entregas entre 2010-2012.  |
| Airbus A350-800 | –          | 5       | –      | TBD                                      | Entregas a partir de 2014. |
| Airbus A380-800 | –          | 5       | 5      | TBD                                      | Entregas a partir de 2014. |
| Total           | 66         | 130     | 25     |                                          |                            |